# Басейн Амуру
Басейн Амуру — річковий басейн, що входить до басейну Охотського моря. Він утворює територію, з якої вода стікає в річку Амур безпосередньо або через свої притоки. Його межею є вододіл із сусідніми вододілами. На заході — басейн Єнісею, на півночі — басейн Лени і дрібніших приток Охотського моря, на сході — басейн дрібніших приток Японського моря, а на півдні — водостік, область в пустелі Гобі і басейни дрібніших приток Жовтого моря. Найвища точка басейну — Пектусан з висотою 2744 м.

## Характеристика
За площею басейну (1 855 000 км²) Амур займає четверте місце серед річок Росії (після Єнісею, Обі і Лени) і десяте місце серед річок світу.
Басейн Амуру розташований в межах трьох держав — Росії (995 тисяч км², близько 54 % території), також Китаю (44,2 %) і Монголії (1,8 %). Середньорічна витрата води в районі гирла — 11 400 м³/с.